# Moussy (Marne)
Moussy ist eine französische Gemeinde mit 744 Einwohnern (Stand: 1. Januar 2022) im Département Marne in der Region Grand Est. Sie gehört zum Arrondissement Épernay und zum Kanton Épernay-2. Die Einwohner werden Moussytiers genannt.

## Geographie
Moussy liegt etwa 28 Kilometer südsüdwestlich von Reims. Umgeben wird Moussy von den Nachbargemeinden Épernay im Norden, Pierry im Osten, Monthelon im Süden und Südosten, Chavot-Courcourt im Süden und Südwesten sowie Vinay im Westen.

## Bevölkerungsentwicklung
| Jahr                       | 1962 | 1968 | 1975 | 1982 | 1990 | 1999 | 2006 | 2018 |
| Einwohner                  | 690  | 644  | 791  | 768  | 767  | 725  | 766  | 773  |
| Quellen: Cassini und INSEE |      |      |      |      |      |      |      |      |

## Sehenswürdigkeiten
- Kirche der Unbefleckten Empfängnis